# Canada op de Olympische Zomerspelen 1952
Canada nam deel aan de Olympische Zomerspelen 1952 in Helsinki, Finland. Er namen 107 sporters deel in dertien olympische sportdisciplines, waarbij drie medailles werden behaald.

## Medailles
| Sport         | Olympiër(s)                 | Onderdeel     | Medaille |
| ------------- | --------------------------- | ------------- | -------- |
| Schietsport   | George Genereux             | trap (m)      | Goud     |
| Gewichtheffen | Gerald Gratton              | -75kg (m)     | Zilver   |
| Kanovaren     | Kenneth Lane Donald Hawgood | C-2 1000m (m) | Zilver   |

## Deelnemers en resultaten

### Atletiek
| Olympiër                                                       | Onderdeel                | Resultaat | Prestatie |
| -------------------------------------------------------------- | ------------------------ | --------- | --- |
| Robert Hutchinson                                              | 100m (m)                 | 41e       | serie 2: 5de in 11,26 |
| Don McFarlane                                                  | 100m (m)                 | 38e       | serie 9: 3de in 11,25 |
| Walter Sutton                                                  | 100m (m)                 | 59e       | serie 5: 6de in 11,45 |
| Robert Hutchinson                                              | 200m (m)                 | 32e       | serie 16: 2de in 22,66 kwartfinale 3: 6de in 22,55 |
| Don McFarlane                                                  | 200m (m)                 | 26e       | serie 3: 1ste in 22,94 kwartfinale 5: 5de in 22,33 |
| Walter Sutton                                                  | 200m (m)                 | 48e       | serie 11: 5de in 22,53 |
| Jack Carroll                                                   | 400m (m)                 | 10e       | serie 3: 2de in 48,05 kwartfinale 3: 3de in 47,85 halve finale 2: 5de in 47,61 |
| Doug Clement                                                   | 400m (m)                 | 48e       | serie 10: 5de in 50,19 |
| James Lavery                                                   | 400m (m)                 | 11e       | serie 11: 1ste in 48,47 kwartfinale 1: 2de in 47,67 halve finale 1: 6de in 47,83 |
| Jack Hutchins                                                  | 800m (m)                 | 13e       | serie 3: 1ste in 1.54,5 halve finale 3: 4de in 1.52,8 |
| Bill Parnell                                                   | 800m (m)                 | 12e       | serie 8: 3de in 1.53,1 halve finale 1: 6de in 1.52,7 |
| John Ross                                                      | 800m (m)                 | 24e       | serie 6: 4de in 1.52,5 |
| Bill Parnell                                                   | 1500m (m)                | 17e       | serie 3: 4de in 3.53,4 halve finale 1: 10de in 3.52,4 |
| John Ross                                                      | 1500m (m)                | 24e       | serie 6: 4de in 3.55,2 halve finale 2: 12de in 4.00,6 |
| Rich Ferguson                                                  | 5000m (m)                | DNF       | serie 2: niet gefinisht |
| Gordon Crosby                                                  | 110m horden (m)          | 13e       | serie 4: 3de in 14,8 |
| Gordon Crosby Robert Hutchinson Don McFarlane Walter Sutton    | 4x100m (m)               | 17e       | serie 1: 5de in 42,6 |
| Doug Clement Jack Carroll Jack Hutchins James Lavery           | 4x400m (m)               | 4e        | serie 3: 2de in 3.11,49 finale: 4de in 3.09,37 |
| Paul Collins                                                   | marathon (m)             | 40e       | 2:45.58 |
| Ferd Hayward                                                   | 50km snelwandelen (m)    | 25e       | 5:04.40,4 |
| Ron Miller                                                     | polsstokhoogspringen (m) | 21e       | kwalificatie groep B: 13de met 3,90m |
| Roy Pella                                                      | discuswerpen (m)         | 21e       | kwalificatie groep B: 5de met 46,58m finale: 14de met 46,63m |
| Bob Adams                                                      | tienkamp (m)             | 19e       | 100m: 25ste in 11,95 (650 punten) verspringen: 23ste met 6,22m (567 punten) kogelstoten: 15de met 12,01m (582 punten) hoogspringen: 8ste met 1,75m (711 punten) 400m: 22ste in 55,2 (520 punten) 110m horden: 17de in 16,6 (489 punten) discuswerpen: 3de met 42,45m (696 punten) polsstokhoogspringen: 6de met 3,70m (596 punten) speerwerpen: 19de met 44,83m (436 punten) 1500m: 11de in 4.57,00 (283 punten) totaal: 5530 punten |
|                                                                |                          |           | |
| Luella Law                                                     | 100m (v)                 | 28e       | serie 8: 3de in 12,4 |
| Eleanor McKenzie                                               | 100m (v)                 | 12e       | serie 10: 2de in 12,2 kwartfinale 2: 5de in 12,1 |
| Rosella Thorne                                                 | 100m (v)                 | 32e       | serie 5: 3de in 12,5 |
| Luella Law                                                     | 200m (v)                 | 12e       | serie 7: 2de in 25,7 halve finale 1: 6de in 25,3 |
| Eleanor McKenzie                                               | 200m (v)                 | 9e        | serie 5: 2de in 25,5 halve finale 2: 5de in 25,1 |
| Frances O'Halloran                                             | 200m (v)                 | 18e       | serie 2: 4de in 25,2 |
| Luella Law                                                     | 80m horden (v)           | 17e       | serie 4: 3de in 11,8 |
| DLuella Law Eleanor McKenzie Frances O'Halloran Rosella Thorne | 4x100m (v)               | 7e        | serie 3: 3de in 47,3 |
| Dawn Josephs                                                   | verspringen (v)          | 17e       | kwalificatie groep B: 13de met 5,34m finale: 17de met 5,47m |
| Rosella Thorne                                                 | verspringen (v)          | DNF       | kwalificatie groep B: geen geldige poging |
| Dawn Josephs                                                   | hoogspringen (v)         | 13e       | 1,50m |
| Alice Whitty                                                   | hoogspringen (v)         | 10e       | 1,55m |

### Basketbal
| Olympiër | Onderdeel | Resultaat | Prestatie |
| --- | --------- | --------- | --- |
| Woody Campbell Bill Coulthard Chuck Dalton Bill Pataky Glen Pettinger Bob Phibbs Bob Pickel Carl Ridd Bobby Simpson Harry Wade George Wearring Roy Williams | mannen    | 13e       | voorronde groep C: W van Italië: 68-57 W van Roemenië: 72-51 W van Egypte: 63-57 groep 3: 4de V van Brazilië: 55-57 V van Argentinië: 81-82 V van Filipijnen: 65-81 |

| Groep 3 |            |             |             |             |            |            |            |        |
| №       | Land       | Wedstrijden | Wedstrijden | Wedstrijden | Doelpunten | Doelpunten | Doelpunten | Punten |
| №       | Land       | G           | W           | V           | V          | T          | Saldo      | Punten |
| 1       | Argentinië | 3           | 3           | 0           | 239        | 196        | +43        | 6      |
| 2       | Brazilië   | 3           | 2           | 1           | 184        | 179        | +5         | 5      |
| 3       | Filipijnen | 3           | 1           | 2           | 192        | 221        | -29        | 4      |
| 4       | Canada     | 3           | 0           | 3           | 201        | 220        | -19        | 3      |

| Ronde      | Plaats     | Land  | Score  | Land |
| ---------- | ---------- | ----- | ------ | ---- |
| Groepsfase |            |       |        |      |
| Helsinki   | Brazilië   | 57-55 | Canada |      |
| Helsinki   | Argentinië | 82-81 | Canada |      |
| Helsinki   | Filipijnen | 81-65 | Canada |      |

### Boksen
| Olympiër        | Onderdeel   | Resultaat | Prestatie                                                                                             |
| --------------- | ----------- | --------- | --- |
| Leonard Walters | -57kg (m)   | 5e        | 1ste ronde: W van EGY Fathi: 3-0 2de ronde: W van GER Roth: 2-1 kwartfinale: V van RSA Leisching: 0-3 |
| Clayton Kenny   | -60kg (m)   | 9e        | 1ste ronde: W van DEN Bertelsen: knock-out 2de ronde: V van HUN Juhász: 1-2                           |
| Roy Keenan      | -63,5kg (m) | 17e       | 1ste ronde: V van NED van Klaveren: 1-2                                                               |
| Jacob Butula    | -67kg (m)   | 9e        | 1ste ronde: vrij 2de ronde: V van IND Norris: knock-out                                               |
| Charles Chase   | -71kg (m)   | 5e        | 1ste ronde: W van FRA Oueillé: 2-1 2de ronde: V van HUN Papp: knock-out                               |
| Robert Malouf   | -75kg (m)   | 9e        | 1ste ronde: vrij 2de ronde: V van NED Jansen: knock-out                                               |
| James Saunders  | +81kg (m)   | 9e        | 1ste ronde: vrij 2de ronde: V van ITA di Segni: 0-3                                                   |

### Gewichtheffen
| Olympiër      | Onderdeel | Resultaat | Prestatie                                                                                   |
| ------------- | --------- | --------- | ------------------------------------------------------------------------------------------- |
| Rosaire Smith | -56kg (m) | 5e        | drukken: 12de met 75kg trekken: 9de met 85kg stoten: 5de met 115kg totaal: 275kg            |
| Jules Sylvain | -60kg (m) | 10e       | drukken: 6de met 92,5kg trekken: 11de met 92,5kg stoten: 13de met 117,5kg totaal: 302,5kg   |
| Gerry Gratton | -75kg (m) | Zilver    | drukken: 1ste met 122,5kg (OR) trekken: 4de met 112,5kg stoten: 2de met 155kg totaal: 390kg |
| Jack Varaleau | -90kg (m) | DNF       | drukken: 11de met 112,5kg trekken: geen geldige poging7                                     |
| Dave Baillie  | +90kg (m) | 5e        | drukken: 3de met 145 kg trekken: 4de met 122,5kg stoten: 7de met 152,5kg totaal: 420kg      |

### Kanovaren
| Olympiër                      | Onderdeel      | Resultaat | Prestatie                                     |
| ----------------------------- | -------------- | --------- | --------------------------------------------- |
| George Bossy                  | C-1 1000m (m)  | 9e        | serie 1: 5de in 5.25,8                        |
| Norman Lane                   | C-1 10000m (m) | 5e        | 59.26,4                                       |
| Arthur Johnson Thomas Hodgson | C-2 1000m (m)  | 8e        | serie 1: 3de in 4.44,9 finale: 8ste in 5.01,4 |
| Kenneth Lane Donald Hawgood   | C-2 10000m (m) | Zilver    | 54.09,9                                       |
| Bert Oldershaw                | K-1 1000m (m)  | 9e        | serie 1: 3de in 4.30,7 finale: 9de in 4.26,5  |
| Robert Cordner George Ward    | K-2 1000m (m)  | 19e       | serie 3: 6de in 4.27,5                        |
| William Bridgen James Nickel  | K-2 10000m (m) | 11e       | 47.53,2                                       |

### Roeien
| Olympiër | Onderdeel       | Resultaat | Prestatie                                           |
| --- | --------------- | --------- | --------------------------------------------------- |
| John D. Riley Robert Williams                                                                                  | dubbel-twee (m) | 13e       | serie 3: 4de in 7.19,3 herkansingen: 4de in 7.15,5  |
| Ron Cameron Art Griffiths Lloyd Montour Jack Zwierewich                                                        | vier-zonder (m) | 11e       | serie 4: 3de in 6.49,7 herkansingen: 3de in 6.51,3  |
| Ted Chilcott Mervin Kaye George McCauley Norm Rowe Jack Russell John Sharp Jack Taylor Bo Westlake Frank Young | acht (m)        | 7e        | serie 1: 4de in 6.26,5 herkansingen: 1ste in 6.25,9 |

### Paardensport
| Olympiër                                        | Onderdeel   | Resultaat | Prestatie |
| Eventing                                        | Eventing    | Eventing  | Eventing |
| ----------------------------------------------- | ----------- | --------- | --- |
| Tom Gayford                                     | individueel | DNF       | dressuur: 54ste met 180,50 strafpunten crosscountry: gediskwalificeerd                                                                           |
| Larry McGuinness                                | individueel | 29e       | dressuur: 45ste met 171,33 strafpunten crosscountry: 29ste met 154 strafpunten springconcours: 1ste met 0 strafpunten totaal: 325,33 strafpunten |
| Stewart Treviranus                              | individueel | 22e       | dressuur: 47ste met 172,00 strafpunten crosscountry: 20ste met 27 strafpunten springconcours: 1ste met 0 strafpunten totaal: 199 strafpunten     |
| Tom Gayford Larry McGuinness Stewart Treviranus | team        | DNF       | dressuur: 18de met 523,83 strafpunten crosscountry: niet gefinisht                                                                               |

### Schermen
| Olympiër       | Onderdeel  | Resultaat | Prestatie                                   |
| -------------- | ---------- | --------- | ------------------------------------------- |
| Roland Asselin | degen (m)  | 76e       | 1ste ronde groep 8: 8ste met 1 overwinning  |
| Edward Brooke  | degen (m)  | 47e       | 1ste ronde groep 4: 5de met 3 overwinningen |
| Roland Asselin | floret (m) | 57e       | 1ste ronde groep 2: 7de met 0 overwinningen |
| Edward Brooke  | floret (m) | 53e       | 1ste ronde groep 6: 6de met 1 overwinning   |
| Roland Asselin | sabel (m)  | 59e       | 1ste ronde groep 3: 7de met 0 overwinningen |

### Schietsport
| Olympiër        | Onderdeel                   | Resultaat | Prestatie                    |
| --------------- | --------------------------- | --------- | ---------------------------- |
| Gil Boa         | 50m geweer 3 houdingen (m)  | 21e       | 1133 punten: (349-385-399)   |
| Edson Warner    | 50m geweer 3 houdingen (m)  | 35e       | 1096 punten: (343-359-394)   |
| Gil Boa         | 50m geweer liggend (m)      | 4e        | 399 punten: (100-100-100-99) |
| Edson Warner    | 50m geweer liggend (m)      | 26e       | 394 punten: (99-97-99-99)    |
| Gil Boa         | 300m geweer 3 houdingen (m) | 19e       | 1053 punten: (322-359-372)   |
| Edson Warner    | 25m snelvuurpistool (m)     | 42e       | 583 punten: (265-273)        |
| Roy Cole        | trap (m)                    | 13e       | 184 punten: (94-90)          |
| George Genereux | trap (m)                    | Goud      | 192 punten: (95-97) (OR)     |

### Wielersport
| Olympiër        | Onderdeel   | Resultaat | Prestatie                                                                             |
| Baan            | Baan        | Baan      | Baan                                                                                  |
| --------------- | ----------- | --------- | ------------------------------------------------------------------------------------- |
| John Millman    | sprint (m)  | 8e        | 1ste ronde serie 7: 2de 1ste ronde herkansingen: 1ste in 11,7 (OR) kwartfinale 2: 3de |
| Frederick Henry | tijdrit (m) | 22e       | 1.17,6                                                                                |

### Worstelen
| Olympiër        | Onderdeel   | Resultaat   | Prestatie |
| Vrije stijl     | Vrije stijl | Vrije stijl | Vrije stijl |
| --------------- | ----------- | ----------- | --- |
| Adrien Poliquin | -57kg (m)   | 12e         | 1ste ronde: V van IND Jhadav 2de ronde: V van GER Schmitz                                                        |
| Armand Bernard  | -62kg (m)   | 7e          | 1ste ronde: W van VEN Lugo 2de ronde: W van GUA Girón 3de ronde: V van JPN Tominaga 4de ronde: V van IND Mangave |
| Nick Mohammed   | -73kg (m)   | 13e         | 1ste ronde: V van ARG Longarella 2de ronde: V van USA Smith                                                      |
| Bob Steckle     | -87kg (m)   | 10e         | 1ste ronde: V van SUI Lardon 2de ronde: V van RSA Theron                                                         |

### Zeilen
| Olympiër                                                                                | Onderdeel | Resultaat | Prestatie                           |
| --------------------------------------------------------------------------------------- | --------- | --------- | ----------------------------------- |
| Paul McLaughlin                                                                         | finn      | 8e        | 4033 punten: (13-11-14-22-9-5-2)    |
| Douglas Woodward Andy Hugessen                                                          | star      | 10e       | 2889 punten: (12-13-11-16-10-13-12) |
| John Robertson Don Hains Archie Howie                                                   | star      | 10e       | 2203 punten: (8-12-4-11-15-12-12)   |
| Bill Gooderham Ken Bradfield Bill Copeland Bill MacIntosh Rowan MacDonald Donald Tytler | 6m        | 7e        | 3013 punten: (8-3-DNF-2-3-8-6)      |

### Zwemmen
| Olympiër                                                     | Onderdeel             | Resultaat | Prestatie                                             |
| ------------------------------------------------------------ | --------------------- | --------- | ----------------------------------------------------- |
| Lucien Beaumont                                              | 100m vrije slag (m)   | 16e       | serie 7: 2de in 1.00,4 halve finale 3: 5de in 59,3    |
| Peter Salmon                                                 | 100m vrije slag (m)   | 32e       | serie 9: 4de in 1.01,0                                |
| Allen Gilchrist                                              | 400m vrije slag (m)   | 16e       | serie 3: 3de in 4.52,5 halve finale 3: 5de in 4.52,4  |
| Gerry McNamee                                                | 400m vrije slag (m)   | 12e       | serie 7: 3de in 4.53,5 halve finale 2: 3de in 4.46,7  |
| Allen Gilchrist                                              | 1500m vrije slag (m)  | 26e       | serie 5: 4de in 20.08,3                               |
| Gerry McNamee                                                | 1500m vrije slag (m)  | 23e       | serie 1: 6de in 20.02,5                               |
| Lucien Beaumont                                              | 100m rugslag (m)      | 34e       | serie 1: 7de in 1.14,2                                |
| Peter Salmon                                                 | 100m rugslag (m)      | 33e       | serie 3: 6de in 1.13,8                                |
| George Portelance                                            | 200m schoolslag (m)   | 15e       | serie 4: 3de in 2.42,5 halve finale 1: 8ste in 2.43,8 |
| Gerry McNamee Lucien Beaumont Leo Portelance Allen Gilchrist | 4x200m vrije slag (m) | 12e       | serie 3: 4de in 9.10,9                                |
|                                                              |                       |           |                                                       |
| Kay McNamee                                                  | 100m vrije slag (v)   | 29e       | serie 6: 5de in 1.12,9                                |
| Gladys Priestley                                             | 100m vrije slag (v)   | 32e       | serie 4: 6de in 1.13,4                                |
| Irene Strong                                                 | 100m vrije slag (v)   | 36e       | serie 3: 6de in 1.15,1                                |
| Kay McNamee                                                  | 400m vrije slag (v)   | 29e       | serie 1: 5de in 5.50,5                                |
| Gladys Priestley                                             | 400m vrije slag (v)   | 31e       | serie 3: 6de in 5.52,7                                |
| Lenora Fisher                                                | 100m rugslag (v)      | 17e       | serie 2: 5de in 1.22,9                                |
| Irene Strong                                                 | 200m schoolslag (v)   | 25e       | serie 4: 6de in 3.13,5                                |
| Irene Strong Lenora Fisher Gladys Priestley Kay McNamee      | 4x100m vrije slag (v) | 11e       | serie 3: 5de in 4.54,8                                |

Argentinië · Australië · Bahama's · België · Bermuda · Birma · Brazilië · Brits-Guiana · Bulgarije · Canada · Ceylon · Chili · China · Cuba · Denemarken · Duitsland · Egypte · Filipijnen · Finland · Frankrijk · Goudkust · Griekenland · Groot-Brittannië · Guatemala · Hongarije · Hongkong · Ierland · IJsland · India · Indonesië · Iran · Israël · Italië · Jamaica · Japan · Joegoslavië · Libanon · Liechtenstein · Luxemburg · Mexico · Monaco · Nederland · Nederlandse Antillen · Nieuw-Zeeland · Nigeria · Noorwegen · Oostenrijk · Pakistan · Panama · Polen · Portugal · Puerto Rico · Roemenië · Saarland · Singapore ·  Sovjet-Unie · Spanje · Thailand · Trinidad en Tobago · Tsjecho-Slowakije · Turkije · Uruguay · Venezuela · Verenigde Staten · Vietnam · Zuid-Afrika · Zuid-Korea · Zweden · Zwitserland